# الطندب
الطندب هي قرية من قرى محلية تمبول وتقع على بعد خمسة عشر كيلومترا شرقي تمبول.

## أصل التسمية
سميت كذلك نسبة لشجر الطندب، وهي شجرة قصيرة لها ثمار حمراء اللون، لها طعم حلو وبه بعض المرارة. والأفضل فيها ما كبر حجمه وكان لونه أحمر داكناً. ولها بذور لونها أبيض تشبه حبة العيش (الذرة) وعندما نأكل ثمره نبقي البذور

## السكان
الطندب النوبي أو ماتسمى بالميتين، الطندب القدام أبوكليوه، أو الطندب الحوش ينتمي معظم سكانها إلى قبيلة السدارنه التي تقطن وداكرت والنيب والهجيليج وسر الكل ومقيعيره وكريعات.

## النشاط الاقتصادي
يعمل أهالي قرية الطندب بالزراعة والتجارة.

## التعليم
تتوفر بالقرية عدد من المدارس الأساسية والثانوية ورياض الأطفال التي تستقبل طلاب القرية والقرى المجاورة كالاسيد وود ابوعاقله والنيب.

## خدمات المياه والكهرباء
تتمتع الطندب كغيرها من قري محلية شرق الجزيرة التي تتمتع بالمياه الجوفية وبها عدد من الابار إضافة الي محطة بيارة. وفي مجال الكهرباء تم توصيل الكهربا الي الطندب بجهد تعاوني ذاتي حكومي اواخر العام 1996م.